# Ayata (gemeente)
Ayata is een gemeente (municipio) in de Boliviaanse provincie Muñecas in het departement La Paz. De gemeente telt naar schatting 8.654 inwoners (2018). De hoofdplaats is Ayata.